# Hendrik III van Cleve
Pour les articles homonymes, voir Famille van Cleve.
Hendrik (Hendrick ou Henry) III van Cleve (van Cleef, van Cleven ou van Cleves), né en 1525 et mort en 1589 à Anvers, est un peintre, dessinateur et concepteur d'estampes flamand de la Renaissance. Il est connu pour ses vues topographiques, notamment ses vues de Rome et le Vatican, ainsi que pour ses paysages imaginaires. Traditionnellement, un grand nombre de représentations de la construction de la tour de Babel lui ont été attribuées, mais la plupart d’entre elles sont maintenant attribuées à des peintres flamands anonymes, désignés collectivement comme « Le groupe Hendrik III van Cleve ».

## Biographie
Hendrick III van Cleve est né à Anvers vers 1525 en tant que fils de Willem van Cleve l'Ancien, un peintre. Il est le frère aîné de Martin et de Willem le Jeune ainsi que de trois sœurs.
Il est l'élève de son père et de Frans Floris. Hendrick et ses deux frères sont reçus maîtres dans la Gilde de Saint-Luc d'Anvers en 1551. Le plus jeune de ses frères, Willem, décède avant 1564 alors que Martin devient un peintre de genre de premier plan.

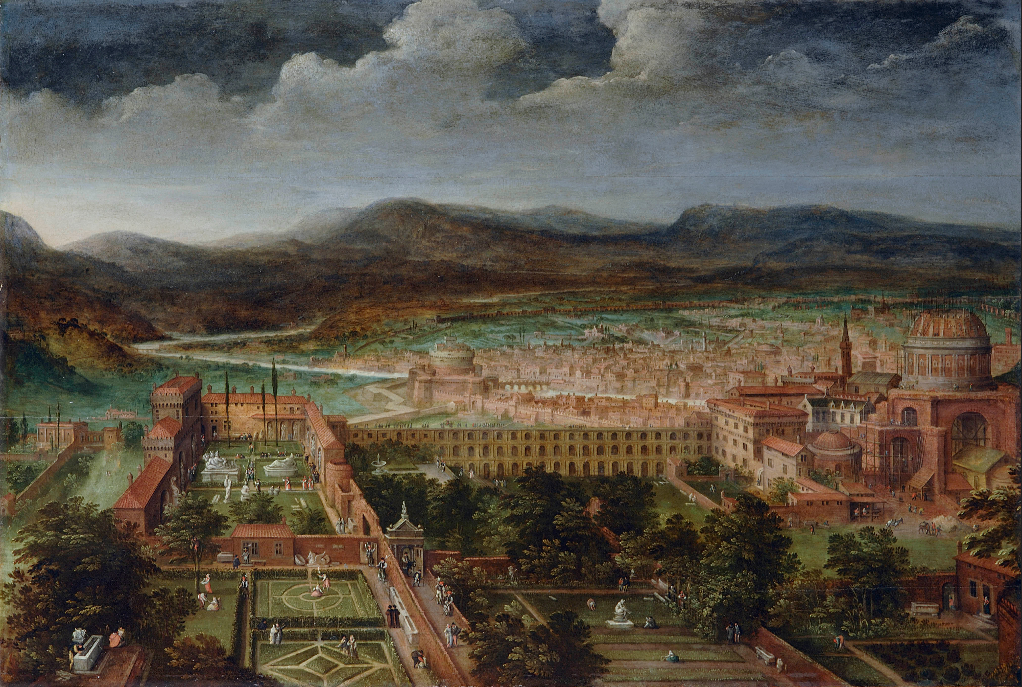
Vue des jardins du Vatican et de la basilique Saint-Pierre

Il est certain que Hendrick se rend en Italie. Les historiens ne sont pas d’accord sur la période durant laquelle il réside en Italie. Certains la placent avant 1551, l'année où il est reçu maître de la guilde, d'autres la placent entre 1551 et 1555, date à laquelle il se marie. En Italie, il fait de nombreux dessins de vues de montagne, de bâtiments et de paysages urbains qu'il utilisera plus tard dans ses œuvres. Basé sur ses dessins de villes italiennes connus, il passe probablement du temps à Rome, à Florence et à Naples.
Il ne reste aucune trace de lui en tant que peintre ou dessinateur entre 1557 et 1582. Ce n’est qu’en 1585 que son nom réapparaît dans les registres de la Guilde. Il ne quitte pas Anvers, comme le suggèrent certains historiens, mais reste à Anvers, comme en témoignent diverses transactions immobilières dans lesquelles il est impliqué. Ces transactions démontrent également que l'artiste est devenu riche. On ne comprend pas encore pourquoi presque aucune œuvre ne peut être attribuée à l'artiste pendant environ 30 ans, jusqu'en 1580, année où il crée un grand nombre de peintures et de dessins signés et datés. Carel van Mander explique ce vide prolongé par une longue période de collaboration avec d'autres artistes, comme Frans Floris. Bon peintre de paysages, son maître Frans Floris et son frère Marten l'invitent souvent à peindre les paysages de leurs compositions.

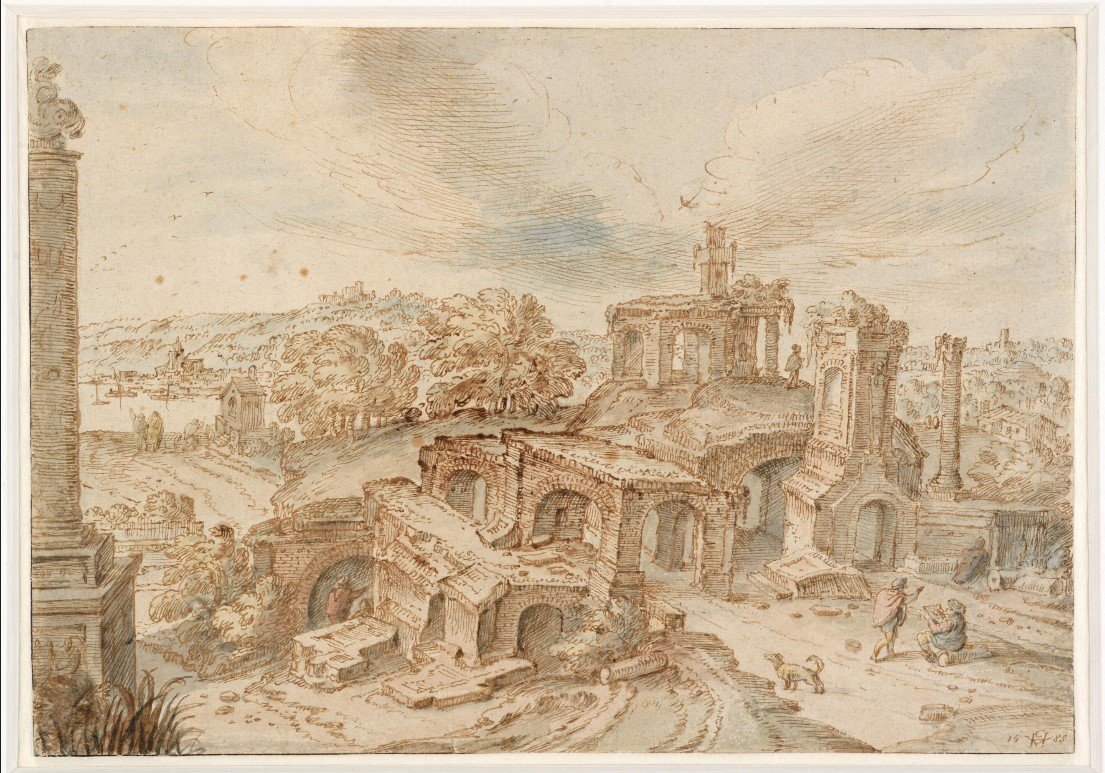
Paysage avec des ruines et un dessinateur

Il épouse Paesschyn Suys à l'église Saint-Jacques à Anvers le 2 juillet 1555. Le couple a trois fils, Gillis, Hans et Hendrick, qui deviennent tous peintres.
La date du décès de Hendrik van Cleve n'est pas connue. Un acte daté du 26 janvier 1590 relatif à la vente par van Cleve du domicile de son défunt frère Martin démontre qu'il est vivant au-delà de cette date. On pense qu'il n'a pas vécu au-delà de 1595.

## Œuvre
Sa production personnelle, authentifiée par un monogramme HVC, compte notamment une série de paysages avec la tour de Babel et des vues de Rome, d'après des levés in situ et des dessins. Parmi ses dessins, les vues de Rome et de ses alentours sont dans la tradition de Martin van Heemskerk, certains étant destinés à un recueil de vues de ruines gravées par Philippe Galle.
L'étude de l'œuvre de Hendrik Van Cleve reste encore à faire.
Dans le passé, de nombreuses compositions illustrant la construction de la tour de Babel ont été attribuées à Hendrick III van Cleve. Cependant, seules trois représentations de la tour de Babel peuvent lui être attribuées de manière plus ou moins ferme :
- un dessin monogrammé et daté (1684) au Statens Museum for Kunst à Copenhague ;
- un tableau vendu à Christie's Londres le 10 juillet 2002 (lot 19) sous le nom de 'Cercle d'Abel Grimmer', qui partage de nombreuses similitudes avec le dessin au Statens Museum for Kunst ; et
- un tableau vendu à Sotheby's Londres le 18 avril 2002 à Londres (lot 7) sous le nom de 'Cercle d'Abel Grimmer'.

Représentations par Hendrick van Cleve III
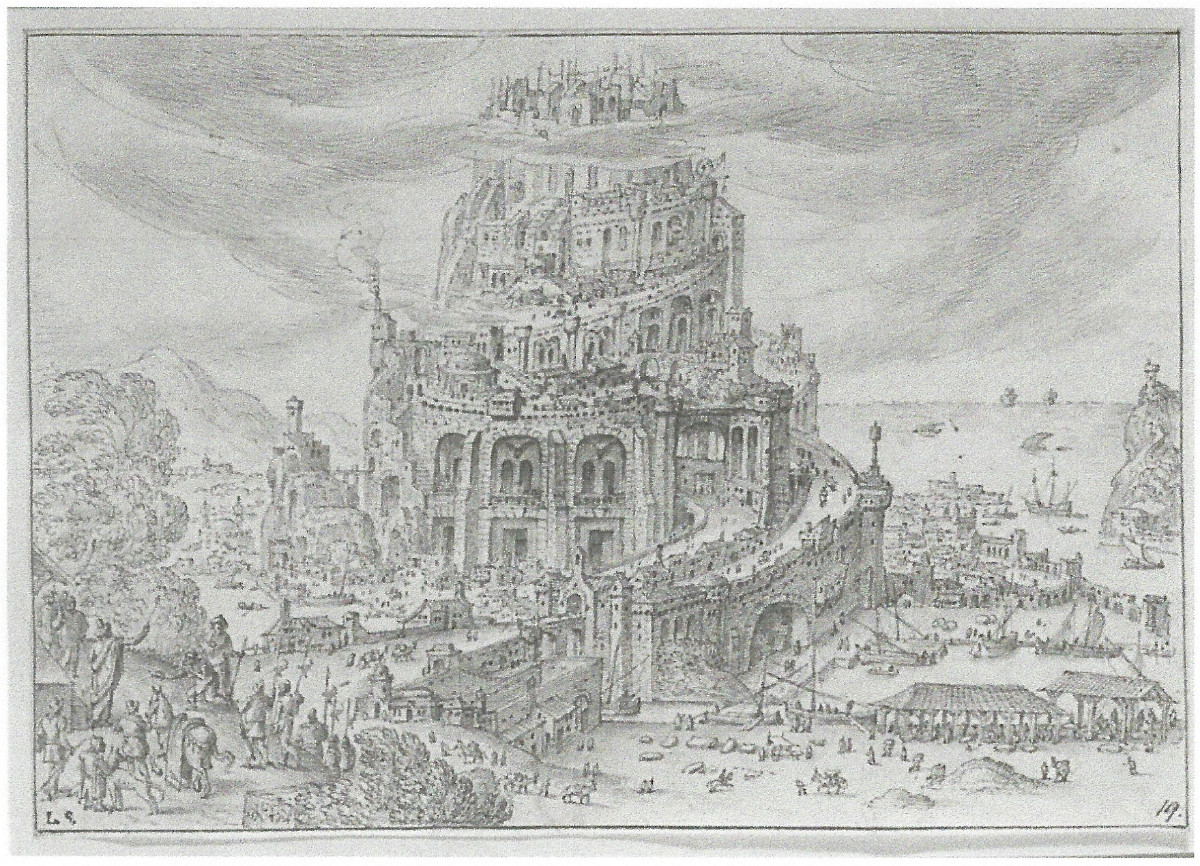
Dessin au Statens Museum for Kunst
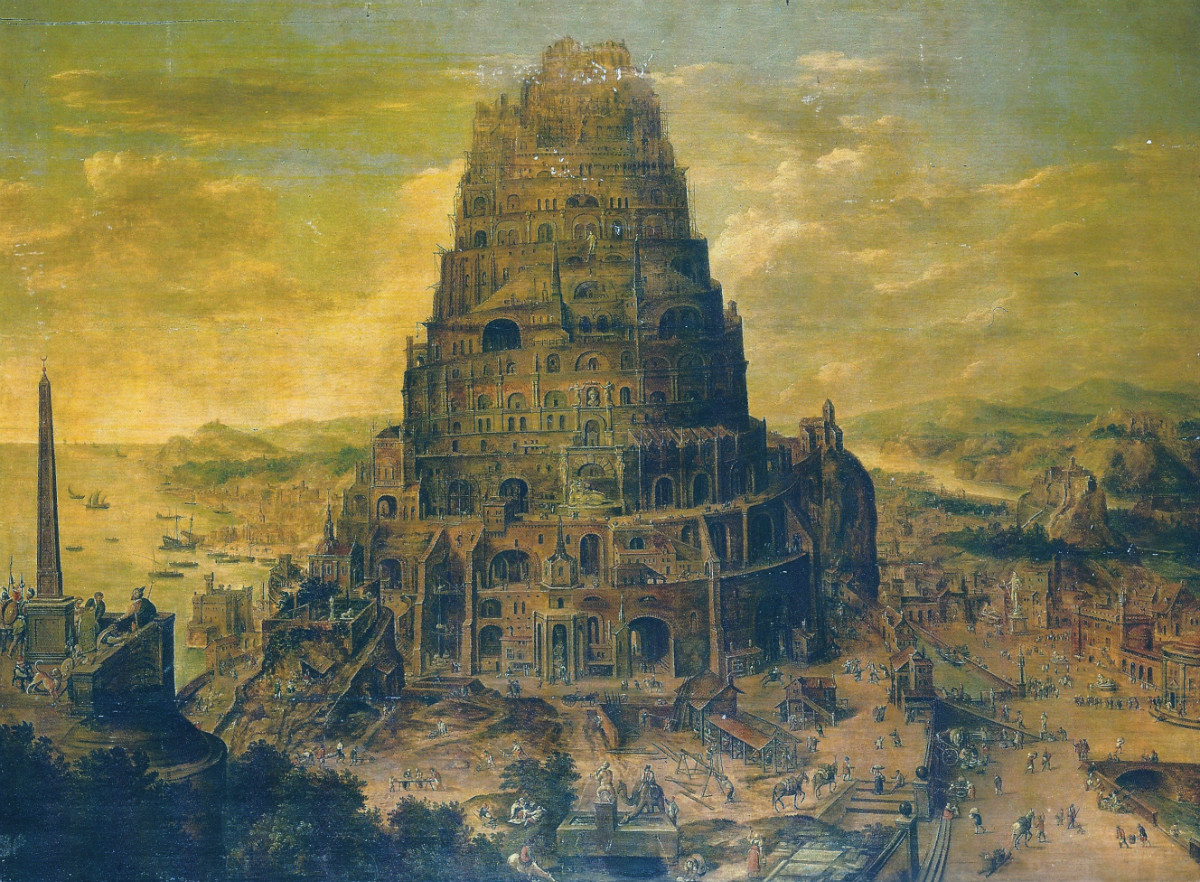
Christie's vente de 10 juillet 2002
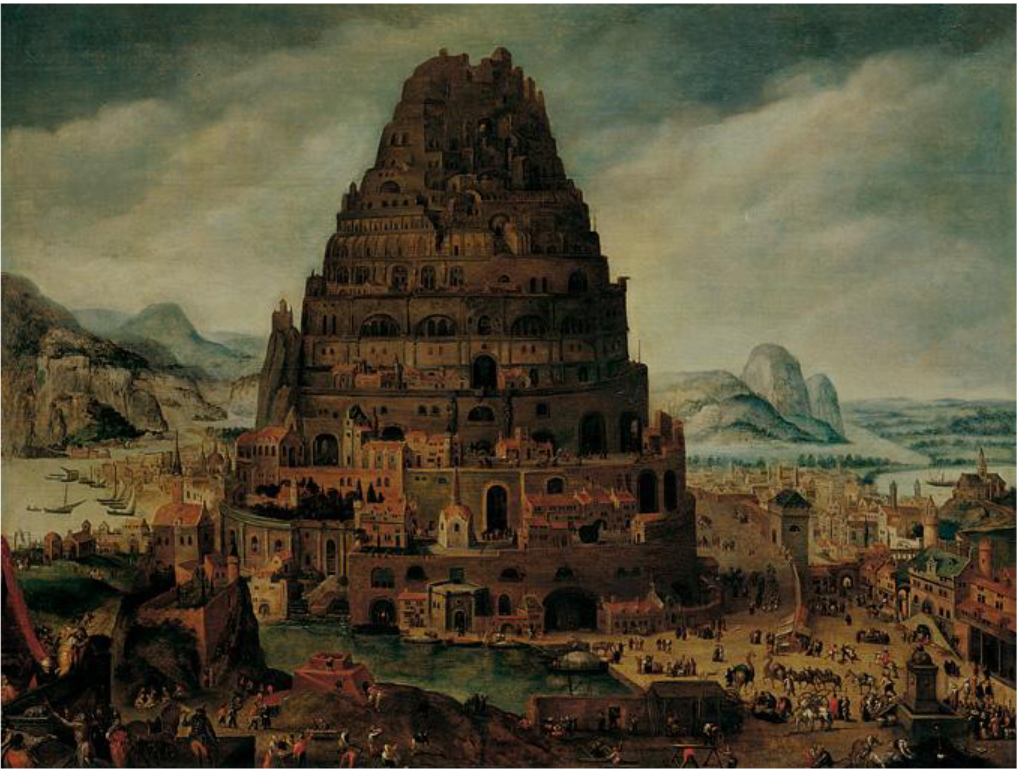
Sotheby's vente de 18 avril 2002

Le dessin et deux peintures montrent les caractéristiques de l'interprétation et de la visualisation de la parabole de la tour de Babel par Hendrick van Cleve. La composition dans les trois est semblable en ce que la tour est placée au milieu et la grande allée part du devant. La structure de la tour est en forme de cône et l'allée pivote vers le haut en spirale. Ces éléments reprennent les représentations traditionnelles largement utilisées pour ce thème au Moyen Âge, sous le nom de 'Cercle d'Abel Grimmer. Van Cleve fait preuve d’inventivité dans sa description de la tour et la ville. Il accorde beaucoup d'attention à l'ornementation de la tour. La ville à l'arrière-plan est richement décorée avec des basiliques et des châteaux placés au milieu des maisons. L'intérêt du maniérisme pour la création de panoramas de villes imaginaires est clairement présent, de même que sa fascination pour le monde arabe, comme en témoigne la tenue vestimentaire des personnages qui portent des turbans, la mosquée et le symbole du croissant de lune. Babel était souvent identifié au Caire au Moyen Âge. Sur le côté gauche du premier plan, le roi Nimrod avec ses soldats et les architectes sont représentés. Les autres personnages au premier plan sont peints avec une précision telle qu'ils peuvent être identifiés comme un homme ou une femme. Hendrick van Cleve répartit les autres personnages de manière uniforme sur le premier plan et incorpore souvent des scènes ludiques. Le paysage à l'arrière-plan a les caractéristiques typiques du Weltlandschaft (paysage mondial) du xvie siècle et se compose de montagnes rocheuses et d'une rivière sinueuse au loin.
Les éléments typiques du dessin et des peintures de van Cleve représentant la tour de Babel ne sont pas présents dans le grand corpus de compositions de la tour de Babel traditionnellement attribué à van Cleve. On pense maintenant que ces compositions sont l'œuvre de peintres non identifiés actifs à Anvers entre 1580 et 1600. Ces peintres, qui partagent d'autres caractéristiques, sont désignés collectivement comme "Le groupe Hendrick III van Cleve". Une cinquantaine d'œuvres ont été attribuées au groupe.
Quant à la composition, les œuvres du groupe Hendrick III van Cleve peuvent être divisés en deux groupes :
- dans le premier groupe, deux routes mènent à la tour : celle de gauche rappelle un aqueduc romain, celle de droite passe par un arc de triomphe. La tour a une base circulaire. Un exemple est le tableau de la Hamburger Kunsthalle.
- Dans le deuxième groupe, deux routes se croisent en forme de X juste devant la tour. La tour a une base carrée. Par exemple, le tableau du musée Kröller-Muller à Otterlo et la peinture sur cuivre de la collection de la Fondation Custodia à Paris.

Œuvres du groupe Hendrick III van Cleve
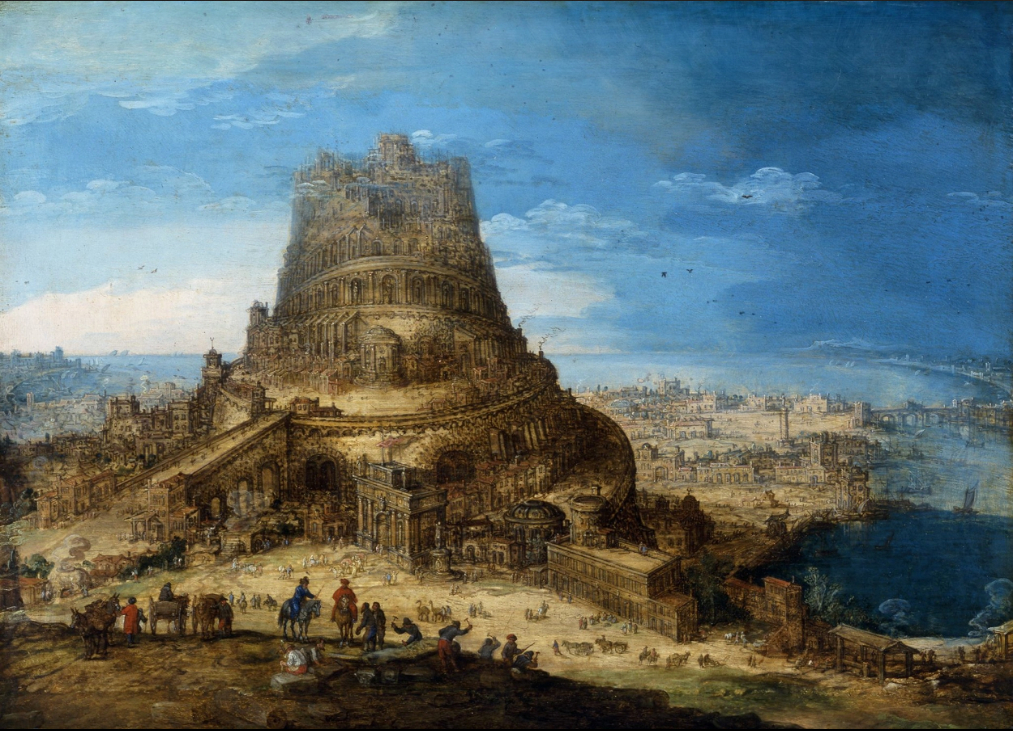
Œuvre au Hamburger Kunsthalle
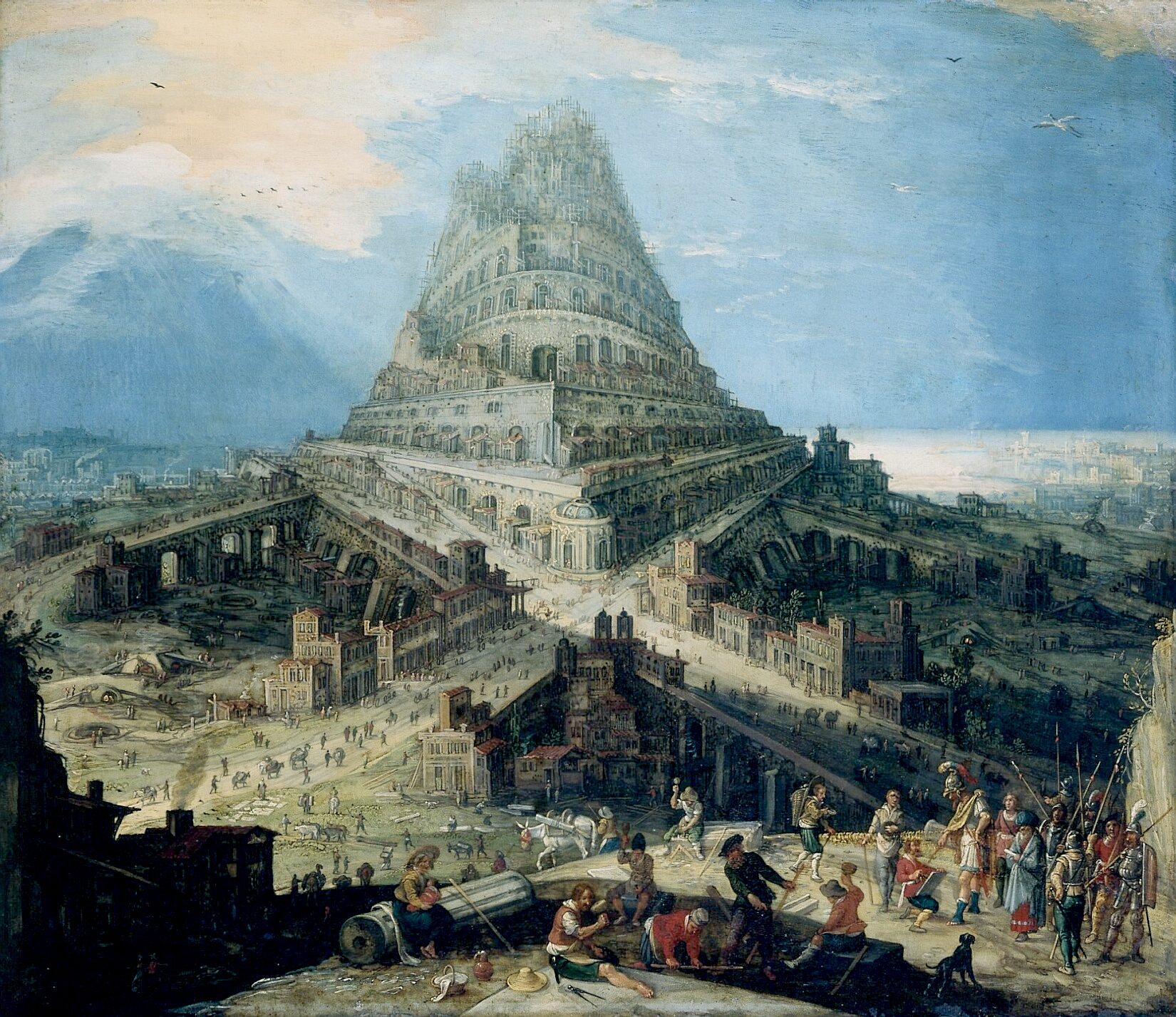
Œuvre au musée Kröller-Muller
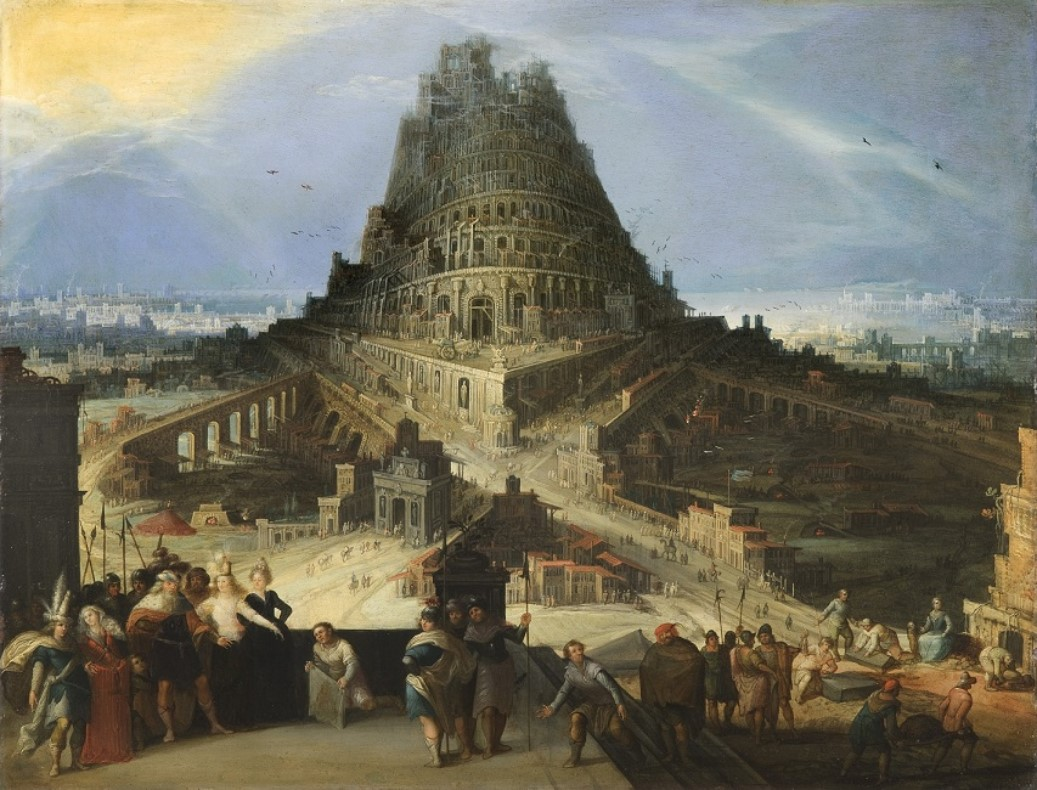
Œuvre à la Fondation Custodia

L’intérêt pour l’architecture, caractéristique du maniérisme du xvie siècle, est caractéristique du groupe Hendrick III van Cleve. Ceci s'exprime dans la représentation d'un méli-mélo de styles architecturaux flamands et d'éléments classiques tels que des aqueducs, des demi-colonnes, des palais, des arcs de triomphe, des arcs circulaires, des sculptures, etc. Les peintres anonymes du groupe ont également une grande fascination pour la ville imaginaire de Babel. À l'arrière-plan, il y a invariablement une ville avec des cheminées fumantes. Au premier plan se trouvent de nombreuses personnalités occupées à construire la tour. La perspective est généralement exagérée pour rendre la tour plus impressionnante. La perspective des compositions n'est pas correcte et il semble que le spectateur regarde la tour d'en bas.

## Corpus
- Vues de Rome
  - Ruinarum varii prospectus, ruriumq. aliquot delineationes[7]
  - Vue sur les jardins du Vatican et la basilique Saint-Pierre, Collection Frits Lugt[8]
- Femme avec un arrière-plan de ruines romaines, 1551, Musée de l'Archidiocèse de Katowice[9]